# Ga Thái Niên
Ga Thái Niên là một nhà ga xe lửa tại huyện Bảo Thắng, tỉnh Lào Cai. Nhà ga là một điểm của đường sắt Hà Nội - Lào Cai và nối với ga Lạng với ga Làng Giàng.
| Ga trước Lạng | Đường sắt Việt Nam Đường sắt Hà Nội - Lào Cai | Ga sau Làng Giàng |